# بهلول أباد (بل دشت)
بهلول‌ أباد هي قرية في مقاطعة بل دشت، إيران. عدد سكان هذه القرية هو 1,383 في سنة 2006.